# بن روی ماتلسن
بنجامین روی ماتلسن (به انگلیسی: Benjamin Roy Mottelson)؛ زادهٔ ۹ ژوئیهٔ ۱۹۲۶ – ۱۳ مهٔ ۲۰۲۲) فیزیک‌دان هسته‌ای آمریکایی دانمارکی بود. او در سال ۱۹۷۵ برای پیدا کردن ارتباط میان حرکت جمعی و حرکت ذره، و ایجاد نظریه‌ای دربارهٔ ساختار هسته اتم موفق به دریافت جایزه نوبل فیزیک شد.
ماتلسن در شیکاگو، ایلینوی، به دنیا آمد. او در سال ۱۹۴۷ مدرک کارشناسی خود را از دانشگاه پردو و در سال ۱۹۵۰ دکترای خود را در فیزیک هسته‌ای از دانشگاه هاروارد گرفت.

## زندگی شخصی و مرگ
ماتلسن دارای تابعیت دوگانه بود و پاسپورت دانمارکی و آمریکایی را به همراه داشت. او در کپنهاگ زندگی می‌کرد. ماتلسن از سال ۱۹۴۸ تا زمان مرگ همسرش نانسی جین رنو که در در سال ۱۹۷۵درگذشت زندگی می‌کرد و صاحب دو پسر و یک دختر شد. ماتلسن سپس در سال ۱۹۸۳با بریتا مارگر سیگمفلد ازدواج کرد.
او در ۱۳ مه ۲۰۲۲ در سن ۹۵ سالگی درگذشت.